# Садово (област Бургас)
Вижте пояснителната страница за други значения на Садово.
Садово е село в Югоизточна България. То се намира в община Сунгурларе, област Бургас.

## География
Село Садово се намира на 18 km от общинския център Сунгурларе и на 99 km от областния център Бургас. То е разположено на средния склон на Източна Стара планина, в долината на река Луда Камчия, обградено с широколистни дъбови и букови гори. Неговото землище заема южните разклонения на Върбишкия проход. Село Садово е разположено на пътя, свързващ Върбишкия с Котленския проход и оттам с градовете Котел, Сливен, Ямбол, Шумен, Омуртаг, Сунгурларе, Карнобат. Най-близко разположените селища са Медвен (родното място на Захари Стоянов), Бероново, Везенково и Дъбовица (Шехово).

## Население

### Етнически състав
Преброяване на населението през 2011 г.
Численост и дял на етническите групи според преброяването на населението през 2011 г.:
|                     | Численост |
| Общо                | 177       |
| Българи             | 126       |
| Турци               | 18        |
| Цигани              | 23        |
| Други               | -         |
| Не се самоопределят | -         |
| Неотговорили        | 8         |

## Редовни събития
На 24 май се провежда събор на селото.